# Tailandia en los Juegos Olímpicos de Pyeongchang 2018
Tailandia estuvo representada en los Juegos Olímpicos de Pyeongchang 2018 por cuatro deportistas, dos hombres y dos mujeres, que compitieron en dos deportes.
El portador de la bandera en la ceremonia de apertura fue el esquiador  de fondo Mark Chanloung. El equipo olímpico tailandés no obtuvo ninguna medalla en estos Juegos.